# 弗拉基米尔·菲利波夫
弗拉基米尔·米哈伊洛维奇·菲利波夫（俄語：Владимир Михайлович Филиппов，羅馬化：Vladimir Mikhailovich Filippov ，1951年4月15日—），俄罗斯人民友谊大学校长，俄罗斯教育科学院院士，物理数学学科正博士，教授，1998年至2004年曾任俄罗斯联邦教育部部长。2013年2月12日兼任俄罗斯最高学术评审委员会主席。

## 生平介绍
弗拉基米尔·米哈伊洛维奇1951年4月15日出生于伏尔加格勒州烏留平斯克市。1968年进入帕特里斯·卢蒙巴人民友谊大学学习，1973年毕业于物理数学及自然学科系数学专业，而后开始其副博士学业。1975年至1976年间曾在苏联军队服役。
结束服役后弗拉基米尔·米哈伊洛维奇回到了大学，开始了他的教师生涯。他从高等数学教研组的助理一直做到了数学分析教研组组长。而后曾担任帕特里斯·卢蒙巴人民友谊大学教学管理主任，物理数学及自然学科系主任，大学党组织秘书。
1980年弗·米·菲利波夫通过了副博论文答辩，1983年至1984年在比利时布鲁塞尔自由大学提高学术水平。1986年在俄罗斯科学院斯捷克洛夫数学研究所通过数学分析专业正博论文答辩。1987年被授予教授学衔。

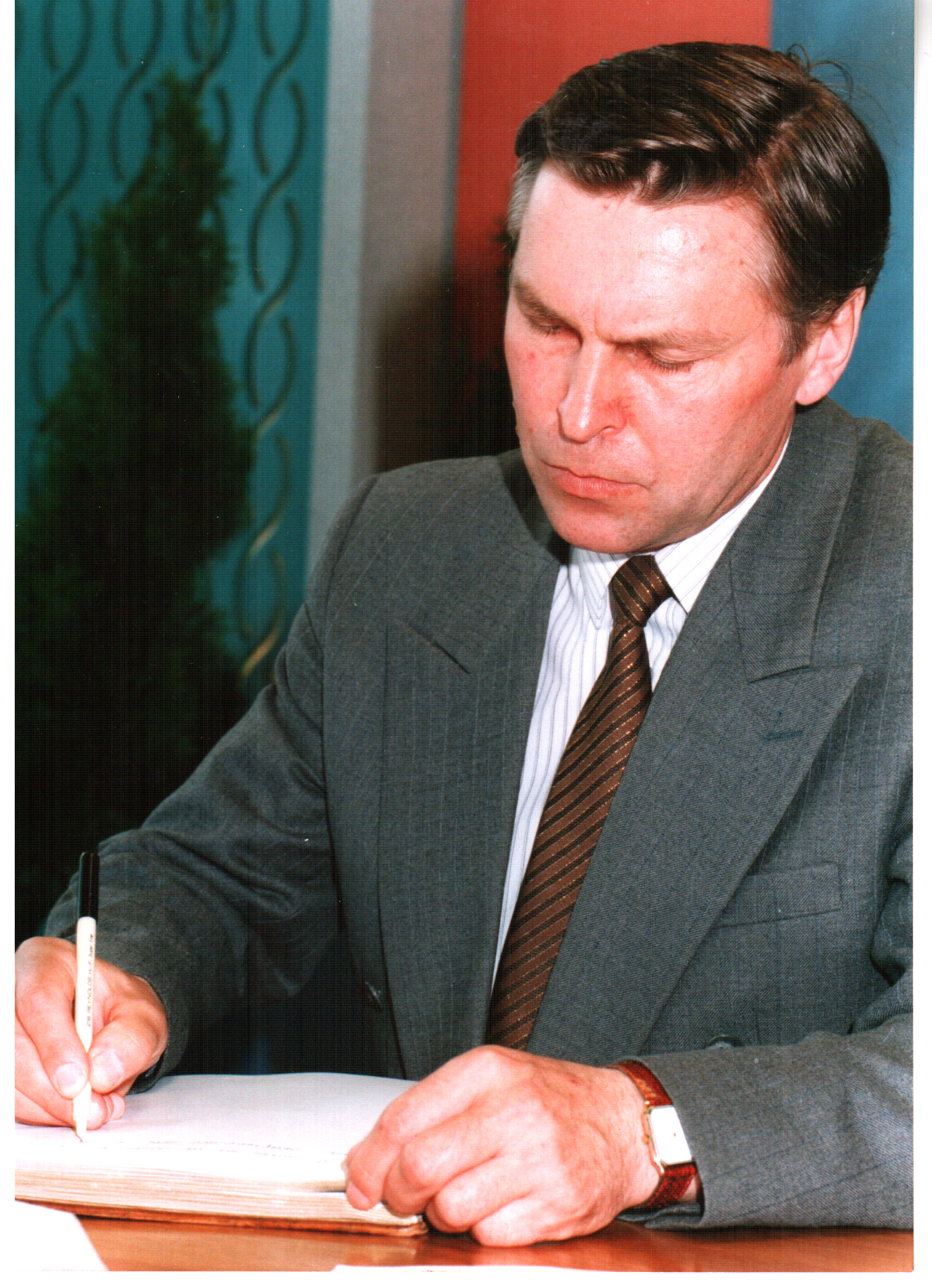
Vladimir Filippov

1993年弗拉基米尔·米哈伊洛维奇·菲利波夫被选为俄罗斯人民友谊大学校长，1998年俄罗斯总统指令弗拉基米尔·米哈伊洛维奇·菲利波夫为俄罗斯联邦教育部部长。
1998年9月进入普里马科夫政府，在副总理瓦·伊·马特维严科的领导和支持下，弗·米·菲利波夫成功的组织了俄罗斯教育界稳定局势的工作。
1999年，俄罗斯政府接受，然后批准通过了俄罗斯联邦法律“2000年至2004年俄罗斯教育发展联邦计划”，该法规在现有财政支持上为俄罗斯教育发展提供了额外的年度国家资金分配。
在弗·米·菲利波夫的倡议和领导下，俄罗斯教育开始活跃的现代化进程。2000年1月，在莫斯科克里姆林宫举行（经过12年的间断，拥有5000名代表的）全俄教育工作者代表大会，弗·弗·普京也参与了此次会议，会议确定俄罗斯教育中存在的问题和基本解决方法。会议批准了到2025年期间俄罗斯联邦国家教育方案，此方案后由俄罗斯联邦政府批准。
2001年，在弗·米·菲利波夫的领导下，制定了“至2010年期间俄罗斯教育现代化”计划，后由俄罗斯总统弗·弗·普京批准，并由国家委员会和俄罗斯联邦政府批准的，该计划对如下几点做了规划（“教育公报”，2003年3月 - “俄罗斯教育现代化”）：
- 中小学教育信息化；
- 公共中等教育新标准的开发；

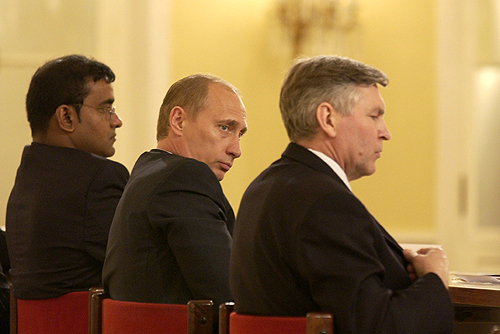
Vladimir Putin and Vladimir Filippov. May 14, 2003

- 自二年级起的外语教育；完全中学需要掌握2门外语；
- 完全中学高年级引入专业教育；
- 乡村中小学网点优化及“中小学校车”计划的实施；
- 以提高质量为目标，规范中小学教科书出版；
- 引入多分制系统评价学生知识；
- 指定公共中等教育的人均额定投资，包括非综合性和专门学校;
- 为俄罗斯所有中小学提供体育器材和文学书籍;
- 俄罗斯所有中小学成为独立法人；
- 引入新的教育机构地位；
- 在公共教育中小学校和大学建立校董事会；
- 提高公共教育机构学生餐饮的结构；
- 引入统考-统一国家考试并建立高校在区域、学校和全俄奥林匹克竞赛基础上的招生机制。
- 引入高等教育机构全套招生机制；
- 大幅增加资金用于扩大非本地学生学生宿舍的维修和保养；
- 高等教育机构的分层，高校的分类；
- 为所有层次的专业教育 – 初等、中等和高等专业教育制定新一代的标准。

弗拉基米尔·米哈伊洛维奇自1998年至2004年担任俄罗斯联邦教育部长，此后至2005年担任俄罗斯联邦政府主席教育与文化助理。在此期间他也担任俄罗斯人民友谊大学主席一职，2005年被选举成为校长，2009年再度当选校长，任期五年。

## 学术成果
弗·米·菲利波夫发表200余篇学术论文，其中30篇为个人专著，两篇个人专著被美国数学协会翻译成英文出版。2001年被俄罗斯教育研究院选为通讯成员，2003年成为该研究院成员，2004年至2008年担任研究院主席团成员。自2000年起担任联合国教科文组织在俄罗斯人民友谊大学设置的教育政治对比教研组主任。
2012年被选为联合国教科文组织全球《给所有人的教育》项目负责人。

## 荣誉
弗·米·菲利波夫被授予友谊勋章（1995年），为祖国服务四级勋章（2001年），莫斯科建城850周年纪念奖章（1997年），俄罗斯联邦社会劳动业服务奖章（2002年），奥林匹克在俄罗斯推进服务奖章（2003年）, 为托木斯克州服务（托木斯克建城400周年节日庆典准备）奖章（2004年），联合国教科文组织教育、科学及文化发展奖章（2010年），俄罗斯正教会莫斯科大公圣丹尼尔勋章，多个海外勋章和奖章，此外，还多次被其他国家、俄罗斯联邦的分支部门、机构和联邦实体授予勋章及奖章。获得俄罗斯联邦总统2次感谢， 拥有俄罗斯联邦总统授予的教育业表彰。

## 荣誉称号及职务
- 国际高等学校研究院院士（1994年）
- 俄罗斯自然科学院院士（1994年）
- 国际信息化科学院院士（1994年）
- 上海合作组织大学委员会主席（此名号较少使用）
- 以色列大学协会副主席
- 俄罗斯大学协会副主席
- 欧洲及联合国教育、科学及文化组织高等教育认可专家理事会成员
- 在外同胞政府委员会成员
- 在外同胞支持基金《俄罗斯人》董事会成员
- 托木斯克国立大学名誉博士
- 别尔哥罗德国立国民研究大学名誉教授[7]

## 外部連結
- 網路檔案
- 菲利波夫 （页面存档备份，存于）